# Черри-Хилл
Черри-Хилл (англ. Cherry Hill) — тауншип в округе Камден, штат Нью-Джерси, США. По состоянию на 2010 г. в нём проживало 71 045 человек, из которых около 20 % составляли выходцы из Азии — наиболее быстро растущая демографическая группа.
Город расположен в долине Делавэр, примерно в 13 км к юго-востоку от Филадельфии, городом-спутником которой он считается. Между Черри-Хилл и Филадельфией расположен город Камден.

## История
Территорию, где ныне располагается Черри-Хилл, до прихода европейцев населяло индейское племя ленапе, которые мирно сосуществовали с поселившимися на их землях квакерами, сторонниками Уильяма Пенна, прибывшими в конце 17 века. Первое поселение, под названием Коулстаун (Colestown), представляло собой небольшую группу домов — сейчас на этом месте находится часть кладбища Коулстаун.
Население городка стало быстро расти после 1-й мировой войны и вплоть до 1980-х гг., после чего его размеры стабилизировались; время от времени строятся частные дома высокого качества, а бывшие коммерческие или индустриальные территории переоборудуются под жилые.
В октябре 1961 года здесь открылся Cherry Hill Mall — ныне крупнейший торговый центр в мегаполисе Филадельфия и первый на востоке США крытый торговый центр.

## Рейтинг
- В 2006 году Черри-Хилл числился среди наилучших мест для жизни в США в рейтинге журнала Money[англ.]; в том же обзоре он занял 8-е место среди наиболее безопасных для жизни мест[11].
- Такая характеристика составляет разительный контраст с соседним Камденом, где в настоящее время отмечается наиболее высокий в США уровень преступности.